# Errachidia (provins)
Errachidia (arabiska: إقليم الرشيدية, franska: Province de Errachidia) är en provins i Marocko.   Den ligger i regionen Drâa-Tafilalet, 300 km sydost om huvudstaden Rabat. Antalet invånare är 554 300. Arean är 5 917 kvadratkilometer.